# 11569 Virgilsmith
11569 Virgilsmith è un asteroide della fascia principale del diametro medio di circa 30,31 km. Scoperto nel 1993, presenta un'orbita caratterizzata da un semiasse maggiore pari a 3,1085614 UA e da un'eccentricità di 0,1593459, inclinata di 18,22804° rispetto all'eclittica.